# Valentin Hrbatý
Valentin Hrbatý (asi 1485 – 13. listopadu 1521 Ratiboř) byl nejmladší syn Jana V. Ratibořského a Magdaleny Opolské, kníže ratibořský spolu s bratry Janem VI. a Mikulášem VII. v letech 1493–1506, poté až do své smrti jediným vládcem slezské Ratiboře. Byl posledním zástupcem rodu Přemyslovců, kteří jeho skonem vymřeli po meči.

## Život
Posledními představiteli opavských Přemyslovců byla ratibořská knížata Mikuláš VII., Jan VI. a nejmladší Valentin. Jejich otec zemřel roku 1493 a regentkou za nezletilé syny byla na několik let Magdalena Opolská. Jeho dva starší bratři zemřeli roku 1506 bez potomků, čímž se Valentin stal jediným vládcem Ratiboře. O jeho tělesném nedostatku svědčí přídomek Hrbatý, podle kronikáře ovšem kníže proslul „velkou vznešeností, moudrostí a čistotou mravů“. Valentin Hrbatý k ratibořskému knížectví připojil bohumínské panství a zčásti tak ještě obnovil slávu svého rodu. Valentin se neoženil a roku 1511 potvrdil smlouvu o převzetí majetku s rovněž bezdětným opolským knížetem Janem II. Dobrým.
Zemřel 13. listopadu 1521 na svém hradě Ratiboři ve Slezsku. Nad jeho rakví v místním klášteře dominikánek byl rituálně zlomen meč na znamení, že jeho rod s definitivní platností vymřel. Hrob i se zlomeným mečem byl objeven v roce 1997 při průzkumu nekropole ratibořských knížat Krystynou Kozłowskou. Po jeho smrti přešlo Ratibořské knížectví na jeho strýce Jana II. Dobrého.